# Recht door Zee (politieke partij)
Recht door Zee (RdZ) was een Nederlandse lokale politieke partij in de gemeente Edam-Volendam, opgericht in 2001 door oud-VVD'er Piet Reijers.
Bij de gemeenteraadsverkiezingen van 7 maart 2006 haalde RdZ vier zetels binnen. Voor de partij kwamen toen de heren Reijers, Kees Veerman, Kees Tol en Loek Kras in de gemeenteraad. Laatst genoemde stapte in september 2007 uit de partij om vervolgens zelf een politieke beweging (Fractie Kras) op te richten.
Bij de gemeenteraadsverkiezingen van 3 maart 2010 verloor RdZ alle vier de zetels en keert niet terug in de gemeenteraad; Lijst Kras behaalt één zetel.

## Trivia
De Volendamse zanger Jan Keizer was lijstduwer.